# Оса Ліндхаген
Оса Ліндгаґен (швед. Åsa Lindhagen) — шведська політична діячка, членкиня Партії зелених. Міністерка гендерної рівності Швеції (2019—2021). З 2021 року — Міністерка фінансових ринків та заступниця міністра фінансів.

## Біографія
У 2008 році закінчила Лінчепінзький університет.
Впродовж 2003—2006 років Ліндхаген входила до правління Асоціації молоді «Зберегти дітей».
З 2008 по 2012 працювала консультанткою з управління у фірмі «Ernst & Young».

### Політична кар'єра
У 2014—2018 роках — керівниця Стокгольмського муніципалітету від Партії зелених.
З 21 січня 2019 року Міністерка гендерної рівності Швеції.
У 2021 році обійняла посаду Міністерки фінансових ринків та заступниці міністра фінансів.
Проживає у Стокгольмі, одружена, мати двох дітей.